# Santa Gaudenzia
(Martirologio Romano)
Santa Gaudenzia (... – ...) è venerata come santa dalla Chiesa cattolica, che la commemora il 30 agosto.
Fu probabilmente una  martire romana, spesso identificata con Candida, ricordata anche dal martirologio Geronimiano il 29 agosto.